# Старое Устиново (Смоленская область)
Ста́рое Усти́ново   — деревня  в  Смоленской области России,  в Ельнинском районе. Население — 130 жителей ( 2022) .  Расположена в юго-восточной части области  в 5 км к северу от города Ельня, у автодороги  Р137 Сафоново — Рославль, на берегах реки Ужица. Входит в состав Рождественского сельского поселения.

## История
В годы Великой Отечественной войны деревня была местом ожесточённых боёв и дважды была оккупирована гитлеровскими войсками. 1-й раз в июле 1941 года (освобождена в ходе Ельнинской операции), 2-й раз в октябре 1941 года (освобождена в ходе Ельнинско-Дорогобужской операции в 1943 году).  Была освобождена 68-й армией. 

## Экономика
Фермерские хозяйства, библиотека,магазин,Устиновский сельский дом культуры,медпункт.